# جمعية المرأة في جمهورية إيران الإسلامية
جمعية المرأة في جمهورية إيران الإسلامية هي منظمة نسائية في إيران هدفها عرض "الثقافة الإسلامية الحقيقية"، ودعم "حقوق المظلومين" ومواجهة "القوى العظمى الخارجية" مثل الإمبريالية الثقافية والعنصرية والصهيونية "، بالإضافة إلى تعزيز قدارت المرأة" العلمية والفكرية والثقافية "، وحقوق المرأة،" وزيادة مشاركة المرأة " وقد وصفت بأنها" تعزيز "الجمهورية الإسلامية" من خلال رعاية المرشحين لمجلس الشورى والمشاركة في المؤتمرات الدولية ". والجمعية تعرف أيضا باسم جمعية المرأة في الجمهورية الإسلامية  وجمعية المرأة للجمهورية الإسلامية الإيرانية.
في ديسمبر 1987 أنشأت لجنة لمكافحة «الحجاب السيئ»، وعقد اجتماع حاشد لهذا الأمر وتم إنشاء لجان فرعية لإجراء بحوث بشأن «التغلغل الثقافي الغربي» و «الطرق لمواجهة تفاهة الثقافة الغربية».
الأمين العام للجمعية هي زهراء الخميني، ابنة آية الله الخميني، مؤسس الجمهورية الإسلامية الإيرانية. نداء، هي الجهاز الفصلي الرسمي للجمعية.